# Paul Babendererde (Antiquar)
Paul Babendererde (* 22. Mai 1883 in Plaaz; † 13. April 1959 in Lübeck) war ein deutscher Buchhändler und Antiquar.

## Leben
Der Buchhändler Paul Babendererde übernahm 1912 die bereits 1840 gegründete G. B. Leopold’sche Universitätsbuchhandlung in Rostock, die er bis zum Zweiten Weltkrieg zu einer der größeren Universitätsbuchhandlungen Deutschlands ausbaute. Er erweiterte das bereits bestehende Antiquariat, gab dem dazugehörigen Verlag eine heimatkundliche Ausrichtung auf Mecklenburgica. Mit Arthur Eulert aus Wismar konnte er einen Mitarbeiter gewinnen, der gemeinsam mit ihm der Buchhandlung den bislang nicht vorhandenen Kunstverlag anfügte.

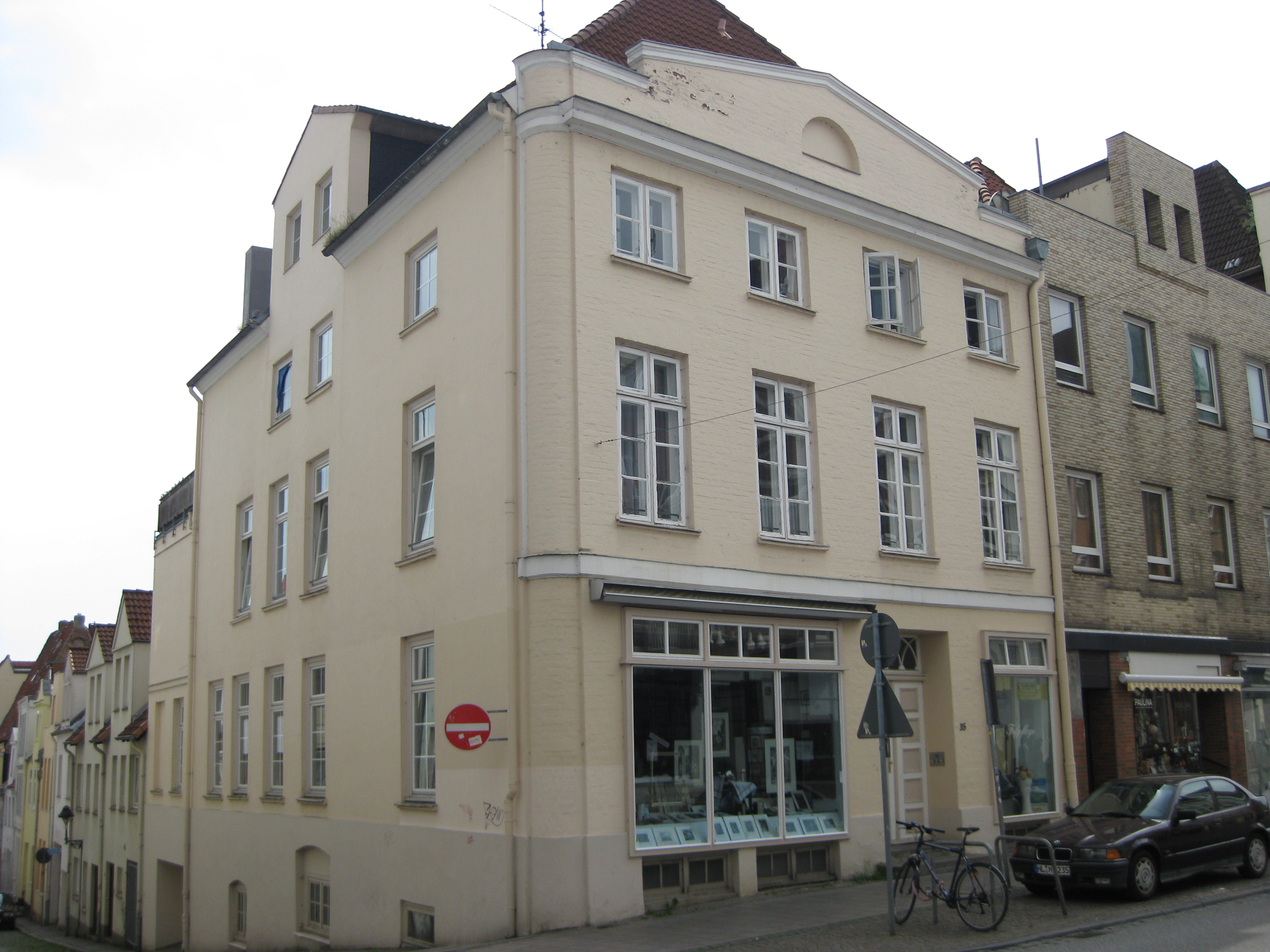
Ehemaliges Antiquariat in Lübeck

Nach Kriegsende wurde Babendererde von 1945 bis 1950 von den sowjetischen Besatzungsbehörden interniert und enteignet. Er verließ 1950 nach seiner Entlassung aus der Gefangenschaft die DDR und zog nach Lübeck. Hier baute er die Buchhandlung mit dem Schwerpunkt Antiquariat gemeinsam mit seinem Sohn Peter Babendererde (1921–1978) wieder auf. Nach dem Tode des Sohnes führt der Enkel und Antiquar Jürgen Babendererde (* 1946) das Geschäft fort, von 1984 bis 2014 in einem denkmalgeschützten Geschäftshaus in der Großen Burgstraße der Lübecker Altstadt.
Paul Babendererdes Name gilt als Inspiration für Uwe Johnsons Benennung seiner literarischen Figur Ingrid Babendererde.